# Уильямс, Делано
Делано Уильямс (англ. Delano Williams; род. 23 декабря 1993, Коберн-Таун, Теркс и Кайкос) — британский легкоатлет, специализирующийся в спринтерском беге. До 2013 года выступал за Теркс и Кайкос. Бронзовый призёр чемпионата мира 2015 года в эстафете 4×400 метров. Чемпион мира среди юниоров в беге на 200 метров (2012).

## Биография
Родился и вырос на островах Теркс и Кайкос в Карибском море в семье Ливингстона Уильямса, работника автозаправочной станции, и Рут Уильямс, владелицы салона красоты на Гаити. В школе тренировался у Нила Харрисона и подавал надежды в спринте.
В сентябре 2008 года в Карибском море бушевал ураган «Айк». Часть его силы пришлась и на родной остров Делано: так, была полностью разрушена школа, где он учился. Его тренер убедил родителей отпустить сына на Ямайку, где тот бы смог продолжать обучение. Таким образом, в 15 лет Уильямс попал в колледж Munro в Кингстоне, известный своими спортивными успехами. Переезду помогло правительство Теркс и Кайкос, назначившее стипендию молодому таланту.
Тренируясь вместе с представителями одной из сильнейших спринтерских школ мира, Делано довольно скоро стал показывать высокие результаты в беге на короткие дистанции. В 16 лет представлял взрослую сборную страны на Играх Содружества в индийском Дели, где был знаменосцем на церемонии открытия, а в соревновательной части стал соавтором национального рекорда в эстафете 4×100 метров.
В 2010 году впервые зашёл разговор о получении гражданства Великобритании. Поскольку Теркс и Кайкос являются британской заморской территорией и не признаны МОК, Делано не мог выступать за свою родину на Олимпийских играх. Однако полностью завершить процесс получения паспорта удалось только в начале 2012 года.
Полгода спустя на чемпионате мира среди юниоров он выступал ещё под старым флагом и стал победителем на дистанции 200 метров с новым личным рекордом (20,48). Отобраться на Олимпийские игры не смог, заняв седьмое место в финале британского отбора.
С 2013 года стал тренироваться у Глена Миллса, наставника рекордсмена мира Усэйна Болта. Стал первым иностранным бегуном, сделавшим победный спринтерский дубль (100 и 200 метров) на чемпионате Ямайки среди школьников. Выступал на чемпионате мира в беге на 200 метров, где дошёл до полуфинала.
После неудачного 2014 года вернулся к своему первому тренеру Нилу Харрисону и стал делать акцент на дистанции 400 метров. Отобрался в сборную Великобритании на командный чемпионат Европы, где стал вторым в эстафете 4×400 метров. На чемпионате мира также был в составе четвёрки, которая боролась за медали. В финале эстафеты бежал второй этап и помог британцам завоевать бронзовые медали.
В 2016 году завоевал бронзовую медаль чемпионата Европы, также в эстафете 4×400 метров. Участвовал в Олимпийских играх, где британцы были дисквалифицированы за нарушение правил в предварительном забеге.

## Основные результаты
| Год  | Турнир                       | Место проведения          | Дисциплина       | Место       | Результат |
| ---- | ---------------------------- | ------------------------- | ---------------- | ----------- | --------- |
| 2010 | Чемпионат мира среди юниоров | Монктон, Канада           | 100 м            | 33-е (заб.) | 10,75     |
| 2010 | Чемпионат мира среди юниоров | Монктон, Канада           | 200 м            | 23-е (заб.) | 21,56     |
| 2010 | Игры Содружества             | Дели, Индия               | эстафета 4×100 м | 12-е (заб.) | 41,99     |
| 2012 | Чемпионат мира среди юниоров | Барселона, Испания        | 200 м            | 1-е         | 20,48     |
| 2013 | Чемпионат мира               | Москва, Россия            | 200 м            | 18-е (1/2)  | 20,61     |
| 2015 | Чемпионат мира по эстафетам  | Нассау, Багамские Острова | эстафета 4×400 м | 8-е (заб.)  | 3.03,28   |
| 2015 | Командный чемпионат Европы   | Чебоксары, Россия         | эстафета 4×400 м | 2-е         | 3.00,54   |
| 2015 | Чемпионат мира               | Пекин, Китай              | эстафета 4×400 м | 3-е         | 2.58,51   |
| 2016 | Чемпионат Европы             | Амстердам, Нидерланды     | эстафета 4×400 м | 3-е         | 3.01,44   |
| 2016 | Олимпийские игры             | Рио-де-Жанейро, Бразилия  | эстафета 4×400 м | — (заб.)    | DQ        |